# 23-я стрелковая дивизия (РСФСР)
23-я стрелковая дивизия — стрелковое соединение РККА РСФСР, в период Гражданской войны и интервенции в России, в период 1918—1921 годов.
Действительные наименования, применяемое в рабочих документах:
- полное — 23-я Краснознамённая стрелковая дивизия;
- укороченное — 23-я стрелковая дивизия;
- сокращённое — 23 ксд.

## История
В период гражданской войны и военной интервенции в России в ноябре 1918 года в РККА был разработан новый план развития полевых войск, который предусматривал сформирование 47 номерных стрелковых дивизий (сд), включавших в себя 116 стрелковых бригад и 339 стрелковых полков. 19 февраля 1919 года план сформирования был сообщен фронтам РККА, с приказанием закончить реорганизацию к 1 апреля 1919 года. К 15 мая 1919 года эта работа была полностью завершена. Бригадная организация сд предусматривала по штату управление, три стрелковые бригады по три полка. Для придания большей боевой и хозяйственной самостоятельности сбр штатом № 220/34 было значительно усилено бригадное звено в сд за счёт увеличения её штатной численности.
Дивизия образована переименованием 1-й Усть-Медведицкой стрелковой дивизии в 23-ю стрелковую дивизию 28 ноября 1918 года. Начальником (командиром) дивизии назначен краском Ф. К. Миронов.
Формирование принимало участие в боевых действиях в годы Гражданской войны 1918—1921 годов в России в составе 9-й армии Южного фронта 1918 год, Юго-Восточного фронта 1919 год, Юго-Западного фронта 1920 год, Южного фронта 1920 год.
До весны 1919 года стрелковое соединение в составе 9-й армии Южного фронта продолжала воевать с русской белоказачьей армией генерала П. Н. Краснова.
20 июля 1919 года, М. И. Калинин выступил на митинге перед жителями слободы Баланда, командирами и красноармейцами стрелковой дивизии перед их убытием на Южный фронт.
27 августа 1919 года стрелковая дивизия разгромила под станицей Преображенская 6-ю дивизию белых, освободила слободу Елань, заняла город Балашов, слободу Красавка, станцию Филоново и ряд других населённых пунктов Саратовской губернии. За эти успехи была награждена Почётным революционным Красным знаменем.
17 марта 1920 года атакой частей 23-й и 21-й стрелковых дивизий и 1-й партизанской кавалерийской бригады был освобождён город Екатеринодар (ныне Краснодар).
27 марта 1920 года 33-я, 21-я и 23-я стрелковые дивизии и 1-я партизанская кавалерийская бригада овладели городом Новороссийск.
В июле — августе 1920 года дивизия перебрасывается на Юго-Западный фронт, а 27 сентября обратно на Южный.
23 октября дивизия освободила Александровск (ныне Запорожье) Екатеринославской губернии в Новороссии. С 8 ноября 1920 года дивизия в Таврии принимала участие в Перекопско-Чонгарской операции. 26 ноября части дивизии под командованием начдива К. И. Калнина и военкома И. Л. Фельдмана вышли на южный берег Крыма на участке Судак — Гурзуф.
30 декабря 1920 года в связи с демобилизацией РККА 23-я стрелковая дивизия была свёрнута в стрелковую бригаду. Приказом командующего Украинским военным округом, от 6 июля 1922 года, стрелковая бригада снова развёрнута в 23-ю Краснознамённую стрелковую дивизию.

## В составе
- 9-я армия Южного фронта (23 ноября 1918 г. — 27 сентября 1919 г.)
- 9-я армия Юго-Восточного фронта (27 сентября 1919 г. — июль 1920 г.)
- Юго-Западный фронт (июль — сентябрь 1920 г.)
- Южный фронт (с сентября 1920 г.)

## Командование
- Миронов Ф. К., начальник дивизии (23 ноября 1918 г. — март 1919 г.)[3]
- Голиков А. Г., начальник дивизии (19 марта 1919 г — 5 сентября 1919)[3]
- Балабанов Л. И., военный комиссар дивизии (2 марта 1919 г. — ?)[3]
- Никитин И. Ф., начальник дивизии (июль 1920—1923)[3]
- Локтев С. П., военный комиссар дивизии (на июль 1920 г.)[3]
- Калнин К. И., начальник дивизии (на 26 ноября 1920 г.)[3]
- Фельдман И. Л., военный комиссар дивизии (на 26 ноября 1920 г.)[3]

## Состав
На 23 ноября 1918 г. — 2 марта 1919 г.
- управление дивизии
- 1-й стрелковый полк
- 2-й стрелковый полк
- 3-й стрелковый полк
- 1-й кавалерийский полк
- 2-й кавалерийский полк
- 3-й кавалерийский полк

## Боевая деятельность

### 1918 год
23 ноября 1-я Усть-Медведицкая стрелковая дивизия была переименована в 23-ю стрелковую дивизию и вошла в состав 9-й армии РККА. Командующий войсками 9-й армии краском А. И. Егоров. Комиссаром стрелкового формирования был назначен донской казак с хутора Голоиского Кременской станицы, бывший председатель ЦИК Донской Советской Республики В. С. Ковалёв.
В этот ноябрьский день дивизия по приказу 9-й армии готовилась к наступлению. Этого требовала обстановка. 13 ноября противник нанёс сильный удар по 15-й стрелковой дивизии и стал теснить её к городу Балашов. Командование фронта 20 ноября приказало 9-й армии наступать в общем направлении на Калач

29 ноября 23-я стрелковая дивизия перешла в наступление, заняла станицу Преображенская и населённый пункт Семёновка
. В районе станции Филоново соединение разгромило четыре полка противников рабочих и крестьян. За эту победу командующий 9-й армией РККА краском А. И. Егоров прислал командованию дивизии благодарственную телеграмму.

### 1919 год
11 января Реввоенсовет 9-й армии Красных образовал ударную группу армии, включив в неё 23-ю и 10-ю стрелковые дивизии. Командующим войсками группы был назначен краском Ф. К. Миронов.
17 января ударная группа под командованием красного командира Миронова нанесла мощный удар по войскам русского генерала Краснова под станицей Урюпинская. Она отрезала группировку белых войск, оборонявшихся между станцией Филоново и городом Борисоглебск, освободила станицу Урюпинская, станцию Филоново, Себряково, Арчеду и свыше 20 других населённых пунктов. До весны года 23-я дивизия в составе 9-й армии Южного фронта продолжала вести бои с русской белоказачьей армией генерала Краснова.
К началу марта 23-я и 10-я стрелковые дивизии 9-й армии вышли к реке Северский Донец и захватили в районе станицы Екатерининской плацдарм на противоположном берегу реки. 2 марта приказом 9-й армии начальником 23-й стрелковой дивизии был назначен А. Г. Голиков, а комиссаром — Л. И. Балабанов.
9-я армия Южного фронта во второй половине июля под напором превосходящих сил белых войск отошла на линию, которую она занимала до наступления против белоказачьей армии генерала Краснова в январе 1919 года её 23-я стрелковая дивизия с боями отошла на рубеж Три Острова — слобода Елань — Рудня.
15 августа 23-я стрелковая дивизия вместе с другими соединениями 9-й армии перешла в наступление против войск буржуев.
27 августа разгромила под станицей Преображенская 6-ю дивизию белых, освободила слободу Елань, заняла г. Балашов, слободу Красавка, станцию Филоново и ряд других населённых пунктов. За это была награждена Почётным революционным Красным знаменем.
27 сентября 9-я и 10-я армии были выделены из Южного во вновь созданный Юго-Восточный фронт (командующий В. И. Шорин).
2 ноября командование Юго-Восточного фронта отдало приказ 9-й армии перейти в наступление и выйти на реку Хопёр от Новохопёрска до устья реки Кумылга. 23-я стрелковая дивизия через пять дней боёв освободила станцию Себряково, станицы Михайловская, Урюпинская и вышла к Хопру.
21 ноября дивизия форсировала реку Хопёр, освободила станицы Шумилинская, Казанская и на участке от станицы Монастырщина до станицы Мичуренская вышла на левый берег Дона.

### 1920 год
7 января формирование участвовало в освобождении от войск Добровольческой армии генерала Деникина Новочеркасска. Продолжая преследование противника, форсировала реку Аксай. 10 января 23-я дивизия с ходу захватила плацдарм на левом берегу реки Дон в районе станицы Раздорская.
17 марта атакой частей 23-й и 21-й стрелковых дивизий и 1-й партизанской кавбригады был освобождён город Екатеринодар.
Форсировав реку Кубань, 33-я, 21-я и 23-я стрелковые дивизии и 1-я партизанская кавбригада 27 марта овладели городами Новороссийск, Кабардинка и Геленджик.
В июле — августе 23-я стрелковая дивизия во главе с начальником дивизии С. В. Никитиным и военкомом С. П. Локтевым перебрасывается на Юго-Западный фронт.
27 сентября дивизия обратно перебрасывается на Южный фронт. По приказу РВС Южного фронта от 22 октября 23 сд, перейдя в наступление, овладела Славгородом и Новопшуловкой. 23 октября дивизия освободила от белых войск г. Александровск.
В конце октября части дивизии заняли Михайловку, 1 ноября — сёла Петровку и Екатериновку, 2 ноября — хутора Адама и Люца.
Дивизия принимала участие в Перекопско-Чонгарской операции. 8 — 9 ноября советские войска штурмом овладели Перекопом. 11 ноября 30-я стрелковая дивизия совместно с 23-й стрелковой дивизией переправились на крымскую землю в районе Сивашского и Чонгарского мостов и начали наступление на г. Джанкой. Утром 12 ноября войска генерала Врангеля начали отступать по всему фронту.
23-я стрелковая дивизия наступала в глубь Крымского полуострова. 26 ноября части дивизии под командованием начальника дивизии К. И. Калнина и военкома И. Л. Фельдмана вышли на южный берег Крыма на участке Судак — Гурзуф. 30 декабря 23-я Краснознамённая стрелковая дивизия была свёрнута в стрелковую бригаду.

### 1922 год
Приказом командующего Украинским военным округом от 6 июля 1922 года стрелковая бригада снова развёрнута в 23-ю Краснознамённую стрелковую дивизию.

## Награды
- Почётное Революционное Красное знамя[5], 27 августа 1919 года за разгром под станицей Преображенская 6-й дивизии русских белых войск, освобождение слободы Елань, занятие г. Балашов, слободы Красавка, станции Филоново и ряд других населённых пунктов.